# Сан-Пайю (Гімарайнш)
Сан-Пайю (порт. São Paio; МФА: [ˈsɐ̃w ˈpaj.u]) — парафія в Португалії, у муніципалітеті Гімарайнш. Розташована в північно-західній частині країни, на теренах історичної португальської провінції Дору-Міню. Входить до складу округу Брага. За адміністративним поділом, чинним до 1976 року, терени парафії були складовою провінції Міню. Належить до Бразької архідіоцезії Католицької церкви. Патрон — святий Пелагій. Площа — 0,4583 км². Населення — 2898 ос. (2011). Сильно урбанізований регіон. Густота населення — 6323,37 осіб/км²
. Код — 030860.

## Назва
- Гімарайнш (Сан-Пайю) (порт. Guimarães (São Paio)) — офіційна назва.

## Населення
| Кількість мешканців | Кількість мешканців | Кількість мешканців | Кількість мешканців | Кількість мешканців | Кількість мешканців | Кількість мешканців | Кількість мешканців | Кількість мешканців | Кількість мешканців | Кількість мешканців | Кількість мешканців | Кількість мешканців | Кількість мешканців | Кількість мешканців |
| ------------------- | ------------------- | ------------------- | ------------------- | ------------------- | ------------------- | ------------------- | ------------------- | ------------------- | ------------------- | ------------------- | ------------------- | ------------------- | ------------------- | ------------------- |
| 1864                | 1878                | 1890                | 1900                | 1911                | 1920                | 1930                | 1940                | 1950                | 1960                | 1970                | 1981                | 1991                | 2001                | 2011                |
| 1 935               | 1 978               | 2 282               | 2 445               | 2 364               | 2 384               | 2 618               | 3 016               | 3 123               | 3 325               | 3 432               | 3 860               | 2 902               | 3 920               | 2 896               |